# قائمة الادعاءات أو النزاعات الوحدوية
ليس كل النزاعات الإقليمية وحدوية، على الرغم من أنها غالباً ما تصاغ في الخطاب الوحدوي لتبرير وإضفاء الشرعية على مثل هذه المطالبات سواء على الصعيد الدولي أو داخل البلد.

## نزاعات وحدوية بارزة (حسب المنطقة)
تشمل النزاعات الوحدوية البارزة خلال القرن الماضي:

### آسيا

#### الشرق الأوسط
| الدولة         | المنطقة المطالب بها     | ملاحظات |
| -------------- | ----------------------- | --- |
| أذربيجان       | أجزاء من: · إيران       | مطالبات الأذربيجانية بأجزاء من شمال غرب إيران، استنادا إلى أسس عرقية - لغوية. |
| العراق         | الكويت                  | العراق يطالب بالكويت (خاصة منذ استقلال المشيخة عن بريطانيا في 1961) قبل حرب الخليج. |
| العراق         | خوزستان · ( إيران)      | يشمل النزاع الحدودي بين إيران والعراق، خوزستان التي يسكنها عرب إيرانيون. |
| كردستان العراق | العراق                  | تسعى حكومة كردستان العراق إلى ضم جزء من العديد من المحافظات المجاورة أو كلها. |
| إسرائيل        | فلسطين                  | تطالب بعض الفصائل السياسية الإسرائيلية بالسيادة الإسرائيلية على كامل الضفة الغربية (المعروفة أيضا باسم يهودا والسامرة) وتحت الاحتلال العسكري الجزئي منذ عام 1967. تحت الإدارة العسكرية الإسرائيلية منذ عملية الدرع الواقي. |
| لبنان          | أجزاء من: · إسرائيل     | مطالب لبنانية بمزارع شبعا، وهي منطقة (كانت سابقا جزءا من سوريا) ضمتها إسرائيل. |
| فلسطين         | إسرائيل · الأردن        | حماس وفصائل فلسطينية أخرى تطالب كامل أراضي دولة إسرائيل. خلال أيلول الأسود وما أعقبه، طالبت الفصائل الفلسطينية بالأردن كجزء من الوطن الفلسطيني. |
| سوريا          | هضبة الجولان ( إسرائيل) | سوريون تطالب سوريا بالجزء المتبقي من هضبة الجولان التي احتلتها إسرائيل منذ الحرب العربية الإسرائيلية عام 1967 وضمتها بحكم الواقع في 1980. والضم بحكم الواقع لا يعترف به المجتمع الدولي، باستثناء الولايات المتحدة. |
| سوريا          | هاتاي ( تركيا)          | مطالبات سورية في مقاطعة هاتاي التركية. كما يدعي الحزب السوري القومي الاجتماعي وبعض القوميين السوريين أن الأجزاء الجنوبية الشرقية من تركيا وإسرائيل ودولة فلسطين والأردن وقبرص والعراق والأجزاء الشمالية من المملكة العربية السعودية والكويت والأجزاء الجنوبية الغربية من إيران ولبنان وشبه جزيرة سيناء في مصر هي سوريا الكبرى. |